# Šentjur
Šentjur (poznat i kao Šentjur pri Celju) (njemački: Sankt Georgen bei Cilli) je grad i središte istoimene općine u istočnome dijelu središnje Slovenije, 11 km istočno od Celja. Grad pripada pokrajini Štajerskoj i statističkoj regiji Savinjskoj.

## Stanovištvo
Prema popisu stanovništva iz 2002. godine Šentjur je imao 4.723 stanovnika.

## Vanjske poveznice
- Službena stranica općine
- Satelitska snimka grada  Arhivirana inačica izvorne stranice od 29. srpnja 2017. (Wayback Machine)